# Schusterella parhamii
Schusterella parhamii là một loài rêu tản trong họ Jubulaceae. Loài này được (R.M. Schust.) S. Hatt., Sharp & Mizut. miêu tả khoa học lần đầu tiên năm 1972.